# Nakhlebnik
Nakhlebnik  (russisk: Нахлебник, da.: Den logerende) er en sovjetisk dramafilm fra 1953 instrueret af Vladimir Basov og Mstislav Kortjagin med Boris Tjirkov, Sergej Kurilov og Lidija Dranovskaja i hovedrollerne. Filmen er baseret på et skuespil af samme navn skrevet af Ivan Turgenev. Filmen er Vladimir Basovs var instruktørdebut.

## Handling
Efter at have opholdt sig flere år i hovedstaden vender ægteparret Jeletskij (spillet af Lidija Dranovskaja og Sergej Kurilov) tilbage til deres ejendom på landet. Det møder den ældre, fattige adelsmand Kusovkin (spillet af Boris Tjirkov), der er logerende i ejendommen. Det unge ægtepar og naboerne gør grin med den ældre mand og ydmyger ham. Kusovkin kan ikke modstå ydmygelserne, og fortæller, at han er far til den unge kvinde. Han sendes herefter ud af huset.